# Battaglia di Heiligerlee (1568)
La battaglia di Heiligerlee fu un evento bellico in seno alla guerra degli ottant'anni verificatosi il 23 maggio 1568 nel villaggio di Heiligerlee, nella signoria di Groninga, che vide di fronte le truppe geuzen guidate da Luigi di Nassau e Adolfo di Nassau e le truppe fedeli agli Spagnoli guidate da Giovanni di Ligne, stadhouder di Groninga. Conclusasi con la vittoria degli insorti, viene spesso considerata come il vero "inizio" della guerra degli ottant'anni.

## Antefatti
Il 6 aprile 1568, Luigi di Nassau aveva ricevuto l'incarico da Guglielmo I d'Orange di formare un proprio esercito per fronteggiare le truppe spagnole.

## I fatti
Il 23 maggio 1568, le truppe guidate da Luigi e Adolfo di Nassau, che erano appena sfuggite da un attacco delle truppe spagnole ad Appingedam e che si sentivano stanche e affamate, tanto da non voler più proseguire con i combattimenti, trovarono riparo e noscandiglio dietro a tre colline nei pressi di Heiligerlee.
Le truppe fedeli agli Spagnoli, guidate da Giovanni di Ligne, avanzarono velocemente verso gli insorti, ma caddero nell'imboscata.
Nel corso della battaglia trovò la morte Adolfo di Nassau, ucciso dalle truppe nemiche dopo essere stato sbalzato a terra da cavallo. Il suo corpo non sarebbe mai stato ritrovato.
Nella battaglia, le truppe fedeli agli Spagnoli persero 1 500 uomini, mentre i geuzen persero 50 uomini.